# Nothing Compares 2 U
«Nothing Compares 2 U» (укр. Ніщо не зрівняється з тобою) — пісня співака Prince, яку він написав 1985 року для гурту «The Family». Твір став популярним в 1990 році, коли її виконала ірландська співачка Шинейд О'Коннор. Пісня стала другим синглом її другого студійного альбому «I Do Not Want What I Haven't Got».

## Історія пісні

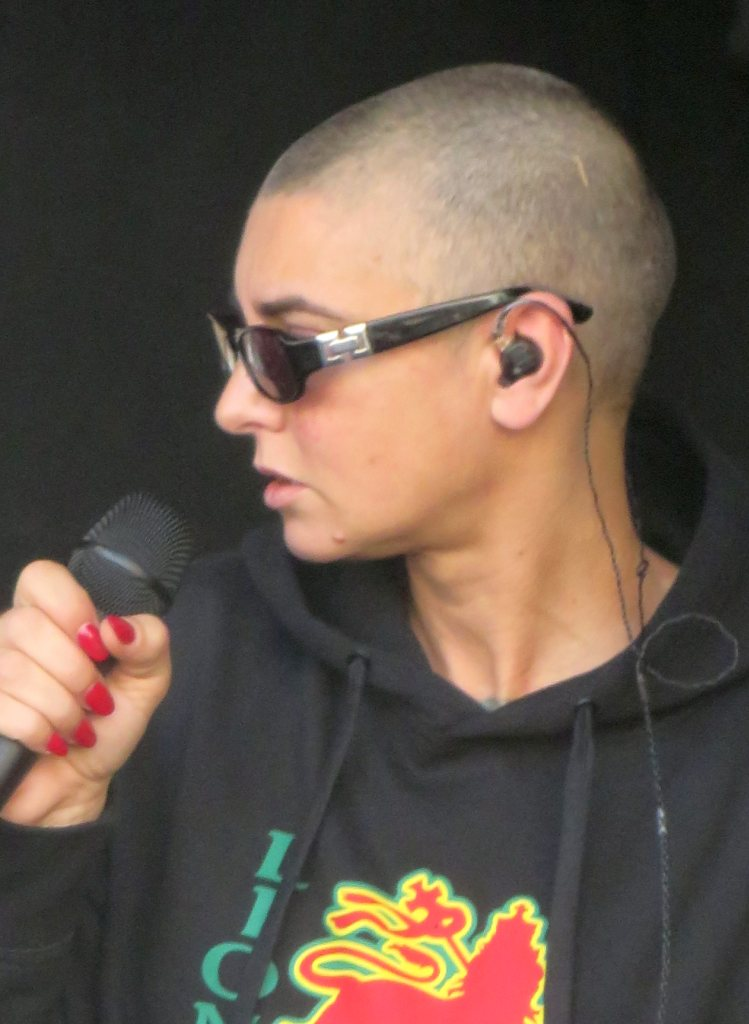
Шинейд О'Коннор на концерті в Лугано, 2014 рік

Група The Family (один із проектів Prince) випустила в 1985 році свій перший та єдиний альбом «The Family». Пісня «Nothing Compares 2 U» ввійшла до нього, але не була випущена як сингл. Це була єдина пісня із альбому, авторські права на яку Prince не передав групі.
В 1989 році Шинейд записала кавер-версію пісні «Nothing Compares 2 U». Сингл очолив чарти Ірландії, Австралії, Австрії, Канади, Німеччини, Мексики, Нідерландів, Нової Зеландії, Норвегії, Швеції, Швейцарії, Великої Британії та США. Також він посів місця у п'ятірці Франції та у двадцятці Данії. Сингл став «платиновим» у Великій Британії та Австралії, «золотим» — у Німеччині та Швеції.
Було знято відеокліп, який отримав три нагороди на церемонії MTV VMA 1990 року: «Відео року» (Шинейд стала першою виконавицею, що її отримала), «Найкраще жіноче відео» та «Найкраще постмодерністське відео». У кліпі Шинейд плаче, сльози справжні. Пізніше вона призналася, що сльози були викликані згадкою про втрату матері, яка померла 1985 року, того ж року, коли вийшов альбом «The Family». Австралійська співачка Джина Райлі зняла пародію «Nothing Is There» (укр. Нічого тут нема), де пожартувала над стрижкою Шинейд налисо.
Prince виконував цю пісню дуетом із Розі Гейнс, включив її до своїх компіляцій 1993 року «The Hits/The B-Sides» та «The Hits 1». Також він записав сольну версію твору для свого концертного фільму «Rave Un2 the Year 2000» та до концертного альбому «One Nite Alone... Live!».
У березні 2015 року співачка заявила, що більше не буде виконувати цю пісню, оскільки не відчуває, що може ще робити це щиро.

## Трек-лист синглу
| 7" сингл 1. «Nothing Compares 2 U» — 5:09 2. «Jump in the River» — 4:13 | Максі CD 1. «Nothing Compares 2 U» — 5:09 2. «Jump in the River» — 4:13 3. «Jump in the River» (instrumental) — 4:04 |

## Чарти
| Чарт                                      | Пік позиція |
| ----------------------------------------- | ----------- |
| Австралія (ARIA)                          | 1           |
| Австрія (Ö3 Austria Top 75)               | 1           |
| Бельгія (Ultratop 50 Flanders)            | 1           |
| Бельгія (Ultratop 50 Wallonia)            | 3           |
| Canadian Adult Contemporary (RPM)         | 1           |
| Canadian Top Singles (RPM)                | 1           |
| Данія (Tracklisten)                       | 19          |
| Ірландія (Irish Singles Chart)            | 1           |
| Нідерланди (Mega Single Top 100)          | 1           |
| Німеччина (Media Control AG)              | 1           |
| Нова Зеландія (RIANZ)                     | 1           |
| Норвегія (VG-lista)                       | 1           |
| Польща (Polish Airplay Chart)             |             |
| Фінляндія (Suomen virallinen lista)       | 1           |
| Франція (SNEP)                            | 5           |
| Швейцарія (Schweizer Hitparade)           | 1           |
| Швеція (Sverigetopplistan)                | 1           |
| Велика Британія (Official Charts Company) | 1           |
| США (Adult Contemporary) (Billboard)      | 2           |
| США (Alternative Songs) (Billboard)       | 1           |
| США (Billboard Hot 100)                   | 1           |

| Чарт (1990)              | Позиція |
| ------------------------ | ------- |
| Australian Singles Chart | 1       |
| Austrian Singles Chart   | 2       |
| Dutch Top 40             | 1       |
| Irish Singles Chart      | 1       |
| Swiss Singles Chart      | 6       |
| UK Singles Chart         | 2       |
| US Billboard Hot 100     | 3       |

| Чарт (1990 — 1999)   | Позиція |
| -------------------- | ------- |
| Irish Singles Chart  | 7       |
| UK Singles Chart     | 61      |
| US Billboard Hot 100 | 82      |

## Сертифікація музичних записів
| Регіон                                                                                          | Сертифікація | Продажі    |
| ----------------------------------------------------------------------------------------------- | ------------ | ---------- |
| Австрія (IFPI Austria)                                                                          | Платиновий   | 30,000*    |
| Німеччина (BVMI)                                                                                | Золотий      | 250,000^   |
| Швеція (IFPI Sweden)                                                                            | Платиновий   | 50,000^    |
| Велика Британія (BPI)                                                                           | Платиновий   | 600,000^   |
| США (RIAA)                                                                                      | Платиновий   | 1,000,000^ |
| *продажі, що базуються лише на сертифікаціях ^відвантаження, що базуються лише на сертифікаціях |              |            |